# Canthidium semicupreum
Canthidium semicupreum là một loài bọ cánh cứng trong họ Bọ hung (Scarabaeidae).